# Zsuzsa Bánk
Zsuzsa Bánk (Francoforte sul Meno, 24 ottobre 1965) è una scrittrice tedesca.
I suoi genitori erano emigrati in Germania dopo la dolorosa repressione ungherese del 1956. Zsuzsa ha studiato a Magonza ed a Washington.
Dal 2000 risiede a Francoforte sul Meno con il marito e con i figli.

## Opere

### Romanzi
- Der Schwimmer (The Swimmer), S. Fischer, Frankfurt/Main 2002, TB 2004 ISBN 3-596-15248-8.
- Die hellen Tage, S. Fischer, Frankfurt/Main 2011, ISBN 978-3-10-005222-3.
- Schwarzwaldsepp, Chrismon, Frankfurt/Main 2012, ISBN 978-3-86921-102-2.
- Schlafen werden wir später, S. Fischer, Frankfurt/Main 2017, ISBN 978-3-10-005224-7.
- Weihnachtshaus,Chrismon, Leipzig 2018, ISBN 978-3960381518.

### Racconti
- Heißester Sommer, S. Fischer, Frankfurt/Main 2005, ISBN 3-10-005221-8.

### Edizioni italiane
- I giorni chiari, Mondadori, Milano 2012, traduzione di Riccardo Cravero;
- Il nuotatore, Neri Pozza, Vicenza 2014, traduzione di Riccardo Cravero;